# Anydrophila banghaasi
Anydrophila banghaasi är en fjärilsart som beskrevs av Brandt 1939. Anydrophila banghaasi ingår i släktet Anydrophila och familjen nattflyn. Inga underarter finns listade i Catalogue of Life.